# Вудсборо (Тексас)
Вудсборо (енгл. Woodsboro) град је у америчкој савезној држави Тексас. По попису становништва из 2010. у њему је живело 1.512 становника.

## Демографија
Према попису становништва из 2010. у граду је живело 1.512 становника, што је 173 (10,3%) становника мање него 2000. године.
| Група             | 2000.       | 2010.       |
| Белци             | 689 (40,9%) | 618 (40,9%) |
| Афроамериканци    | 61 (3,6%)   | 79 (5,2%)   |
| Азијати           | 2 (0,1%)    | 1 (0,1%)    |
| Хиспаноамериканци | 908 (53,9%) | 808 (53,4%) |
| Укупно            | 1.685       | 1.512       |